# Ла-Преса (Техас)
Ла-Преса (англ. La Presa) — переписна місцевість (CDP) в США, в окрузі Вебб штату Техас. Населення — 241 особа (2020).

## Географія
Ла-Преса розташована за координатами 27°23′58″ пн. ш. 99°25′57″ зх. д. / 27.39944° пн. ш. 99.43250° зх. д. (27.399442, -99.432506).  За даними Бюро перепису населення США в 2010 році переписна місцевість мала площу 1,36 км², з яких 1,34 км² — суходіл та 0,02 км² — водойми.

## Демографія
Згідно з переписом 2010 року, у переписній місцевості мешкало 319 осіб у 90 домогосподарствах у складі 76 родин. Густота населення становила 235 осіб/км².  Було 151 помешкання (111/км²).
Расовий склад населення:
| - 100,0 % — білих |

До двох чи більше рас належало 0,0 %. Частка іспаномовних становила 99,4 % від усіх жителів.
За віковим діапазоном населення розподілялося таким чином: 37,0 % — особи молодші 18 років, 56,1 % — особи у віці 18—64 років, 6,9 % — особи у віці 65 років та старші. Медіана віку мешканця становила 25,3 року. На 100 осіб жіночої статі у переписній місцевості припадало 117,0 чоловіків;  на 100 жінок у віці від 18 років та старших — 116,1 чоловіків також старших 18 років.
Середній дохід на одне домашнє господарство  становив 19 139 доларів США (медіана — 23 370), а середній дохід на одну сім'ю — 19 139 доларів (медіана — 23 370). За межею бідності перебувало 59,4 % осіб, у тому числі 71,9 % дітей у віці до 18 років та 0,0 % осіб у віці 65 років та старших.
Цивільне працевлаштоване населення становило 60 осіб. Основні галузі зайнятості: транспорт — 23,3 %, мистецтво, розваги та відпочинок — 13,3 %, будівництво — 13,3 %.